# 美容
美容（びよう、英: beauty care, cosmetology）とは、「美しい容貌、容貌・容姿・髪型を美しくすること、美粧。」（広辞苑）のこと。「美容」の定義は美容師法に基づき、「美容を業とする」専門職は美容師である。

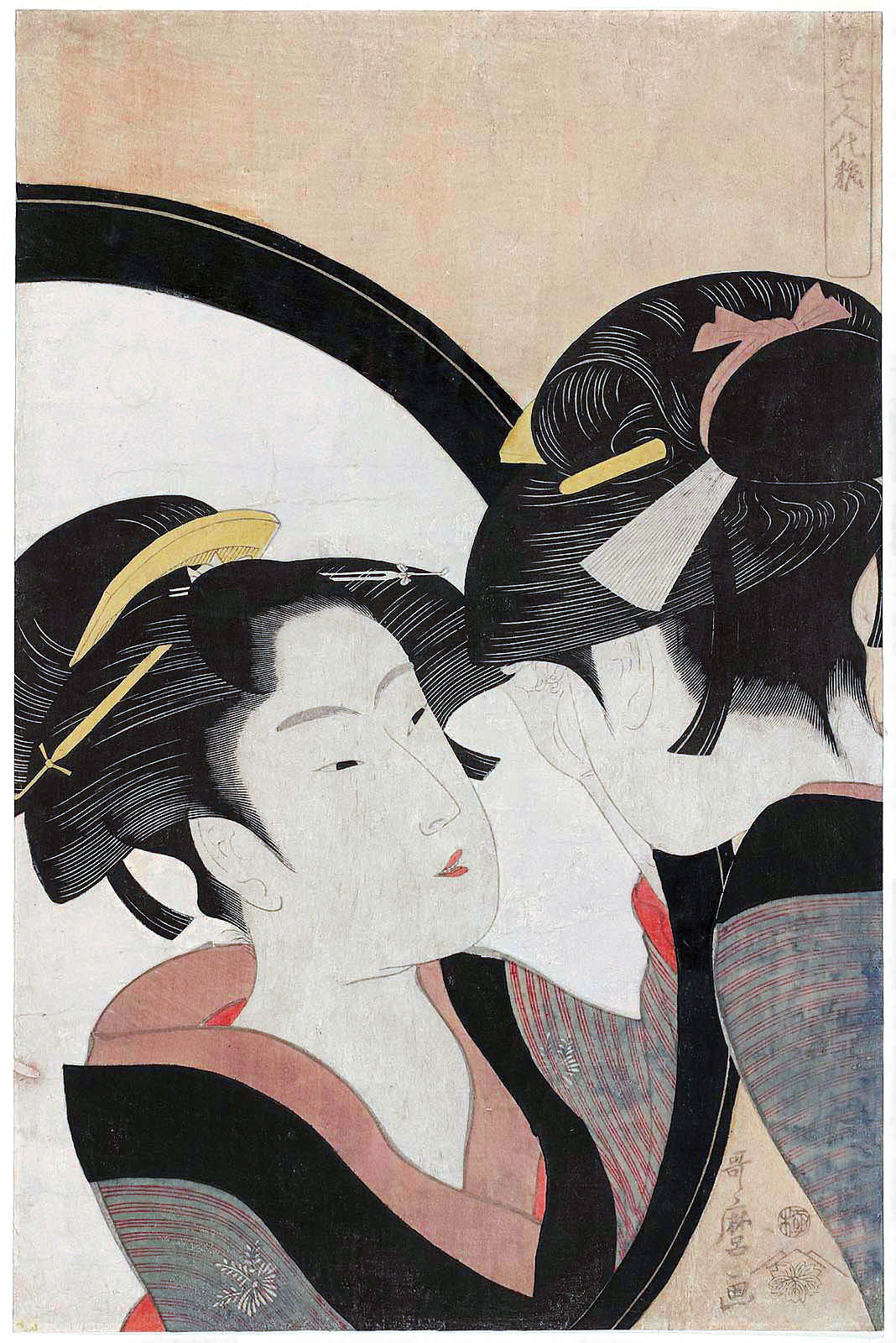
「 姿見七人化粧　鬢直し 」【1792年~ 1793年（寛政4年~寛政5年） 喜多川歌麿 木版画より】

## 美容の定義
厚生労働省における「美容」の定義は美容師法に基づき、化粧やヘアスタイル、着付けなどにより、容姿を美しくすることである。
広く捉えて健康や医療分野などで用いている者もあるが、法的には別の分類であり混同すべきではない。したがって、美容師免許を取得していない者が、「美容を業とする」のは美容師法違反となる。

## 美容術
美容術とは美顔、整髪、着付け等の容姿を美しくするために施す技術であり、美容法ともいう。
美容術の専門職は美容師であり、日本の美容国家資格は美容師免許のみである。

## 美容所
美容所の開設は、地域の保健所への届出が必要である。美容業務は、ヘアメイク以外にも着物の着付けやメイキャップ、ネイルケア、フェイシャルエステ、染髪、まつ毛エクステンションなど多岐にわたり、それぞれの業務を専門とするサロンもある。
顔剃りは理容師免許が必要である。女性の髪を結って整える女髪結いが美容師に発展した。

## 歴史
スキンケア、整髪、化粧などの美容行為は古代から世界で行われてきた。現代の美容の概念につながるものは上流階級の人々や、娼婦や役者など一部の職業人にしか普及しなかった。また、古代の美容行為は儀式的な動機や社会的な要請によって行われる場合も多く、必ずしも個人的な美の希求が動機ともならなかった。古代中国では、色白で艶があり程よい血色を持つ肌と、眉毛の形の美しさが男女を問わず容貌の評価の重点とされた。眉毛の形は気と血の循環の正しさによって形成されると考えられたことから、白粉による化粧とともに美容のための鍼灸治療が行われた。『魏志倭人伝』によれば、古代の日本の人々は上半身を朱丹や入墨で化粧し、頭髪をみずらで結う風俗が一般的だったが、中国の美意識や美容文化が伝搬し、白粉を使った化粧や「引き眉」「眉画き」といった眉の整形が行われるようになった。。古代以来、化粧は男性が中心に行われてきたが、奈良時代に入ると女性も美容行為の主体となり、メイクの方法も男女で分化するようになった。
20世紀以前には、女性らしい・男性らしい体型といった美の規範が普通に語られていた。美容のメソッドはどれも修練に近い辛さがあり、美容の実践者はミロのヴィーナスやハリウッドスターといった具体的なイメージに近づくために努力した。個人主義の台頭した現代では、社会は個人の身体に口出ししないことが普通になり、美容による外見操作は以前ほど難しい問題ではなくなっている。現代の美容は、自分自身の身体に責任を持ち、他者に対して自分らしさをいかに見せるかという自己の理解の問題が焦点となっている。
ヨーロッパではルネサンス期に入り、文芸を通して身体美を賞揚する風潮が発生し、写実的な肖像画が描かれるようになると、女性の身体美への関心が高まるようになった。トマス・アクィナスが自然な肉体美を賛美して以来、美容による人工的な美を虚飾の罪に触れる欺瞞行為として退ける風潮があったが、その規範も16世紀末には緩み始め、白粉による化粧やミルクを使用したスキンケアが普及し始める。
17世紀には化粧をすることへの賛否は依然として存在していたが、化粧品はメイクの技巧の多様化とともに発達した。ルネサンス期には女性の身体美への関心は専ら上半身に集中していたが、宗教の影響力の低下とコルセットの流行などに見られるモードの変化によって、女性のボディラインの露出に関する社会的制約も徐々に緩くなり、18世紀には女性の身体美を総体として評価することが一般的な態度となった。また、美容の世界に科学の影響が及び始め、入浴による全身のケアや姿勢の矯正に関心が及ぶことで、美容は衛生や健康と密接な関係となって行く。
市民階級が形成され、市民が社会の中心になるにつれて、美容は一般庶民にも普及し始める。日本では江戸時代中期に町人文化が隆盛し、髪結いや化粧が一般化した。19世紀のヨーロッパでは、容姿はコードとして認識され、一般市民も多かれ少なかれ美容との関わりを持つようになった。社会に民主主義的な考え方が浸透した結果「自分の身体は自分で決める」という社会意識が形成され、テクニックを駆使して自分らしさを作り出すことが賛美されるようになった。個性的で活動的なパリジェンヌが纏うフランスのファッションが美の規範例として賞揚されるのもこの頃からである。
19世紀後半にはビューティー産業は工業化によって一大産業となり、メディアや広告によって大衆に美容への関心を啓発した。19世紀末に出現し始めた百貨店は、美容品を消費する女性客で活況を呈した。また、美しいものは健康であると考える「健康美」という概念に注目が集まり、美容のための体操や室内用の運動器具が流行し、今日にも引き継がれている。
20世紀に入ると美容室やエステティックサロンといったビューティケアの専門店が出現し、それに伴って美容師やエステティシャンなど、それまで存在しなかった職業が現れた。また、それまで主観に頼っていた美容行為の効果を、体重計やメジャーによって数値として把握する方法論が出現し、美容は健康問題とより緊密となった。